# 627 Charis
627 Charis eller 1907 XS är en asteroid i huvudbältet, som upptäcktes 4 mars 1907 av den tyska astronomen August Kopff i Heidelberg. Den har fått sitt namn efter den grekiska gudinnan Chariter.
Asteroiden har en diameter på ungefär 38 kilometer.